# Master (Band)
Master ist eine Death-Metal-Band, die ursprünglich aus den USA (Chicago) kommt. Der Kopf der Band, Paul Speckmann, siedelte jedoch nach Tschechien über, von wo aus er Master mit neuen Mitgliedern weiter betreibt.

## Bandgeschichte
Gegründet wurde die Band 1983 von Paul Speckmann und Bill Schmidt, die sich bei ihren gemeinsamen Aktivitäten in der Doom-Metal-Band War Cry kennengelernt hatten. Ihre gemeinsame Leidenschaft für extremere Metal-Bands wie Slayer oder Venom veranlasste sie zu diesem Schritt. Master war eine der ersten Death-Metal-Bands, nahm zusammen mit Possessed, Death und Morbid Angel eine Pionierrolle ein und gilt heute als Mitbegründer der Szene. Er sieht sich jedoch nicht dieser Kategorie zugehörig.
Laut Speckmanns Angaben hatte die Band bereits 1985 einen Plattenvertrag bei dem Label Combat Records, auf dem damals auch die Aufnahmen der Band Death veröffentlicht wurden, und auch schon ein Album im Studio aufgenommen. Dieses wurde jedoch erst 2003, also fast 20 Jahre später, über Displeased Records veröffentlicht.
Dann unterzeichnete Master im Jahr 1990 einen Plattenvertrag mit dem deutschen Label Nuclear Blast, nachdem das Label schon Abomination, das Nebenprojekt von Paul Speckmann, unter Vertrag genommen hatte.
Mit dem ersten Niedergang des Death Metal Mitte der 1990er Jahre kam auch für Master das frühzeitige Aus. Erst 1998 konnte man wieder einen Plattenvertrag bei Pavement erlangen und weiterarbeiten. Für Europa übernahm System Shock den Vertrieb.
1999 siedelte Paul Speckmann dann nach Tschechien über, um sich durch niedrigere Lebenshaltungskosten ein Leben ausschließlich für seine Musik leisten zu können. Seitdem betreibt Speckmann die Band von dort aus weiter. Im Mai 2007 erschien das Album Slaves to Society. Danach ging die Band für zwei Monate europaweit auf Tour.
2010 erschien das Album The Human Machine.
2013 ist das neue Album The New Elite erschienen, welches bereits 2012 veröffentlicht werden sollte.

## Stil
Die Texte der Band sind sehr politisch und gesellschafts- und amerikakritisch, was sie von den gewalt- und todesbezogenen Texten der meisten anderen Bands des Genres unterscheidet. Dies kommt vor allem bei dem Lied America the Pitifull vom zweiten Album zum Vorschein. In dem Lied wird die Melodie der amerikanische Nationalhymne gespielt, während der Text das rücksichtslose Vorgehen der amerikanischen Industrie kritisiert, welche, durch den Geist der Manifest Destiny legitimiert, die Umwelt zerstört und die Menschen ausbeutet. Auch der Titel des Albums Four More Years of Terror hat einen politischen Inhalt und spielt auf die zweite Amtszeit von Präsident George W. Bush an.

## Bedeutung
Die Band zählt zu den ersten Vertretern des Death-Metal-Genres. Ihre Bedeutung zeigt sich auch in den Coverversionen von Bands wie Napalm Death (Master) und Exhumed (Pay to Die).

## Diskografie
- Demo (1985)
- Nuke ‘em (Demo, 1988)
- Master/Abomination (Split-7"-EP, 1990)
- Master (1990)
- On the Seventh Day God Created…Master (1991)
- Collection of Souls (1993)
- Demo (1995)
- Master/Excision (Split-7"-EP mit Excision, 1996)
- Faith Is in Season (1998)
- Live at Mexico City (Live-Video, 2000)
- Follow Your Savior (EP, 2001)
- Let’s Start a War (2002)
- Unreleased 1985 Album (2003, Originalaufnahmen von 1985)
- Pieces (Compilation, 2003)
- The Spirit of the West (2004)
- Masterpieces (Compilation mit u. a. auch Liedern anderer Speckmann-Projekte, 2005)
- Everything Is Rotten (Demo, 2005)
- Four More Years of Terror (2005)
- Slaves to Society (2007)
- Human Machine (2010)
- The New Elite (2012)
- Funeral Bitch (Unreleased Album, 2013)
- The Witchhunt (2013)
- An Epiphany of Hate (2016)
- Vindictive Miscreant (2018)
- Saints Dispelled (2024)